# 루카시 크르팔레크
루카시 크르팔레크(체코어: Lukáš Krpálek, 체코어 발음: [ˈlukaːʃ ˈkr̩paːlɛk], 1990년 11월 15일~)는 체코의 유도 선수이다. 2014년 세계 선수권 유럽 선수권 챔피언이며, 2016년과 2020년 하계 올림픽 금메달리스트이다. 체코슬로바키아 및 체코 역사상 가장 위대한 유도 선수이며, 2008년과 2015년 사이에 8번이나 "올해의 체코 유도 선수"로 선정되었다.

## 유도 경력

### 주니어 경력
크르팔레크는 자신의 고향 이흘라바에서 요제프 슈마체크의 지도 아래 7세의 나이로 유도를 시작하였다.  그의 첫 코치는 그를 부족한 예민과 기술과 함께 매우 키가 크고 말랐다고 묘사하였다.  2005년 크르팔레크는 새 클럽 SCM 브르노로 옮겨 야로슬라프 슈베츠 코치 아래 지도되었다.  그해에 그는 또한 체코 국가대표 견습 유도 팀의 일원이 되었다.  2006년 자신이 견습 유럽 유도 선수권에서 2위를 할 때 자신의 첫 국제적 성공을 거두었다.  2007년 이래 그는 국가대표 주니어 유도 팀의 일부이며, 당시 자신의 현재 코치 페트르 라치나에 의하여 지도되었다.  주니어 부문에서 그의 첫 주요 성공은 주니어 유럽 선수권에서 5위를 할 때였다.  다음해 크르팔레크는 세계의 유럽 양쪽의 주니어 선수권을 우승하였다.

### 시니어 경력

#### 2009~11
2009년 6월 6일 크르팔레크는 부쿠레슈티에서 열린 자신의 첫 시니어 그랑프리를 우승하였다.  동년 8월 그는 로테르담에서 열린 세계 유도 선수권 대회에 첫 참가하였다.  그는 첫 라운드에서 프랑스의 시릴 마레에게 패하였다.  그해 후반에 크르팔레크는 주니어 유럽 선수권에서 자신의 훗날의 라이벌 아제르바이잔의 엘마르 가시모프에 의하여 결승전에서 꺾였다.  하지만, 그는 그해에 다시 세계 주니어 챔피언이 되었다.  2010년 크르팔레크는 자신의 부문에서 서서히 최고 유도 선수들 중의 하나가 되었다.  그해에 그의 가장 큰 라이벌은 일본의 아나이 다카마사였다.  다카마사는 뒤셀도르프에서 열린 그랑프리에서 크르팔레크를 결승전에서 꺾고, 나중에 다시 도쿄에서 열린 세계 선수권에서 이번에는 3 라운드에서 그를 꺾었다.  2011년 유럽 선수권에서 크르팔레크는 2명의 조지아 선수들에 의하여 꺾인 후, 5위로 왔다.  6월에 그는 연속적으로 3개의 그랑프리를 우승하고, 파리에서 열린 세계 선수권에서 동메달을 따는 데 국가의 독립 이래 첫 체코의 유도 선수가 되었다.

#### 2012년 올림픽
2012년 시즌의 시작에서 크르팔레크는 런던 올림픽에서 이미 자리를 가졌다.  그해의 시작에 그의 참가는 등의 부상에 의하여 복잡하게 되었다.  그 이유로 그는 그달의 위하여 훈련할 수 없었고, 그럼에 불구하고 그는 2월에 열린 프라하 그랑프리를 우승할 수 있었다.  유럽 선수권에서 그는 2 라운드에서 자파르 마치마도프에 의하여 꺾였다.  8월 2일 크르팔레크는 올림픽 헤비급 토너먼트에 참가하였다.  자신의 첫 매치는 2010년 세계 챔피언 아나이 다카마사를 상대로 2 라운드에서였다.  크르팔레크는 25초 안으로 잇폰에 의하여 우승하였다.  준준결승전에서 그는 당시 지배적 세계 챔피언 러시아의 타기르 하이불라예프를 상대로 나갔다.  1분이 남으면서 크르팔레크는 자신의 성공적인 오우치 가리 기술 수에 주어진 하나의 유효에 의하여 앞서고 있었다.  그라운드에서 싸운 할리불라예프는 자신의 상대의 욺켜쥠으로부터 얻을 수 있었고, 그러고나서 성공적으로 크르팔레크를 품고 잇폰이 주어졌다.  패배 후, 크르팔레크는 패자부활전에서 네덜란드의 헹크 흐롤을 향하였으며 또다시 잇폰에 의하여, 이번에는 오우치 가리를 통하여 패하였다. 전체적으로 크르팔레크는 7위를 하였다.  

#### 2013~15
크르팔레크는 그랜드 슬램 파리에서 승리와 함께 새 올림픽 대비 활동을 시작했다.  그 때문에 그는 자신의 국제 유도 연맹 세계 랭킹 포인트 500점을 받았고, 2013년 2월 13일 그는 자신의 경력에서 처음으로 세계 랭킹 1위에 도달했다.  곧 이후에 그는 부다페스트에서 열린 유럽 선수권을 우승하였다.  후에 자신의 학업과 시험 때문에 그는 몇몇의 그랑프리 토너먼트들을 불참했고, 세계 랭킹에서 자신의 선두를 잃었다.  대학에 입학한 그는 그 해 카잔에서 열린 2013년 하계 유니버시아드에 나갈 수 있었다.  거기서 그는 하프헤비급과 무제한급 부문을 둘다 우승하였다.  리우데자네이루에서 열린 세계 선수권에서 크르팔레크는 준결승전에서 흐롤에 의하여 꺾였으나 일본의 오노 다카시를 꺾고 동메달을 땄다.  12월 그는 도쿄에서 열린 카노 컵을 우승하였다.  2014년의 시작에 크르팔레크는 자신이 시릴 마레를 꺾은 그랜드 슬램 파리의 첫 매치로 들어갈 수 있었다.  곧 크르팔레크는 여러 소수의 부상을 통하여 분투한 후, 유럽 선수권을 우승하였다.  크르팔레크는 최고의 형성에서 그해의 세계 선수권을 나갔다.  그의 가장 어려운 매치는 할리불라예프를 향한 준결승전에 왔따.  아무 선수들도 득점을 매길 수 없었으나 할리불라예프는 더 많은 시도들을 모으고 크르팔레크는 결승전으로 들어갔다.  거기서 그는 쿠바의 호세 아르멘테로스를 상대로 토너먼트의 놀라움을 얻었다.  매치의 후반전에서 크르팔레크는 오세아코미 와자를 통한 잇폰에 의하여 이겨 자신의 첫 시니어 세계 타이틀을 우승하였다.  자신의 합병증의 이유로 그는 그해의 나머지를 위하여 또다른 토너먼트에 참가하지 못하였다.  2015년 상현에 그는 자신의 무릎 부상과 지속적으로 회복하였다.  거기서 그해의 자신의 첫 토너먼트는 자신이 3위를 한 자그레브에서 열린 그랑프리였다. 6월의 말기에 크르팔레크는 바쿠에서 열린 유러피언 게임으로 갔다.  그해 유럽 선수권을 다루기도 한 유도 경연에서 크르팔레크는 결승전에서 흐롤에게 패하였다.  그해 세계 선수권에서 그는 5위를 하였다.

#### 2016년 올림픽
2016년 그는 자신이 2 라운드에서 에런 울프에게 패한 그랜드 슬램 파리에 다시 한번 참가하였다.  2월 후순에 크르팔레크는 프라하에서 열린 노리스 컵을 우승하였다.  어깨 부상에 불구하고, 그는 2015년 유럽 선수권에 나가기로 결정하여 첫 라운드에서 그리고리 미나스킨에게 패하였다.  당시 크르팔레크는 세계 순위에서 3위를 해오면서 2016년 리우데자네이루 올림픽을 위하여 합격하였다.  개막식이 열리기 전에 그는 동료 선수들에 의하여 체코 팀을 위한 기수로서 선택되었다.  크르팔레크의 올림픽 캠페인은 포르투갈의 조르지 폰세카를 상대로 매치와 함께 8월 11일에 시작되었다.  폰세카는 유코가 주어진 후 초기의 선두를 차지하였으나 매치의 말기로 향하여 크르팔레크의 육체적 우세가 분명해졌다.  마지막 분에 성공적인 스미 가이세 후에 와자 아리가 주어져 매치를 우승하였다.  다음에 크르팔레크는 카자흐스탄의 막심 라코프를 향하고, 자신의 상대가 2개의 시도들이 주어진 후 우승하였다.  준준결승전에서 그는 지배적인 세계 챔피언 일본의 하가 류노스케를 상대로 벌였다.  이 매치는 이전 매치와 비슷하였고, 주의적인 상연 후 크르팔레크는 하나의 시도의 다른 점에 의하여 우승하였다.  준결승전에서 마레가 그의 상대였다.  매치를 통하여 크르팔레크는 더욱 활동적으로 머물고, 하나의 시도에 의하여 앞섰다.  1분이 남으면서 그는 오세아코마 와자를 통하여 잇폰에 의하여 우승하였다.  결승전에서 그는 엘마르 가시모프를 향하였다.  양선수는 활동적으로 노력하였으나 득점을 매기는 데 실패하였다.  말기의 근처에 크르팔레크는 오우치 가리를 통한 잇폰에 의하여 우승하고 올림픽 챔피언이 되었다.

#### 2020년 올림픽
2020년 하계 올림픽에서 크르팔레크는 헤비급 부문에 출전하여 결승전에서 조지아의 구람 투시슈빌리를 꺾고 우승하였다.

## 개인사
크르팔레크는 원래 가라테 훈련을 받기를 원하였으나 자신의 삼촌이 유도를 가라테를 오인하는 바람에 유도를 시작하였다.  그의 형 미할도 2012년 하계 올림픽에서 체코 유도 팀을 위한 연습 상대로 지낸 또한 유도 선수이다. 아내인 에바 사이에 2016년에 아들인 안토닌, 2018년에 딸인 마리안카를 얻었다.
그는 광적인 오토바이 수집가이며 낚시를 즐긴다.